# 巨人・大鵬・卵焼き

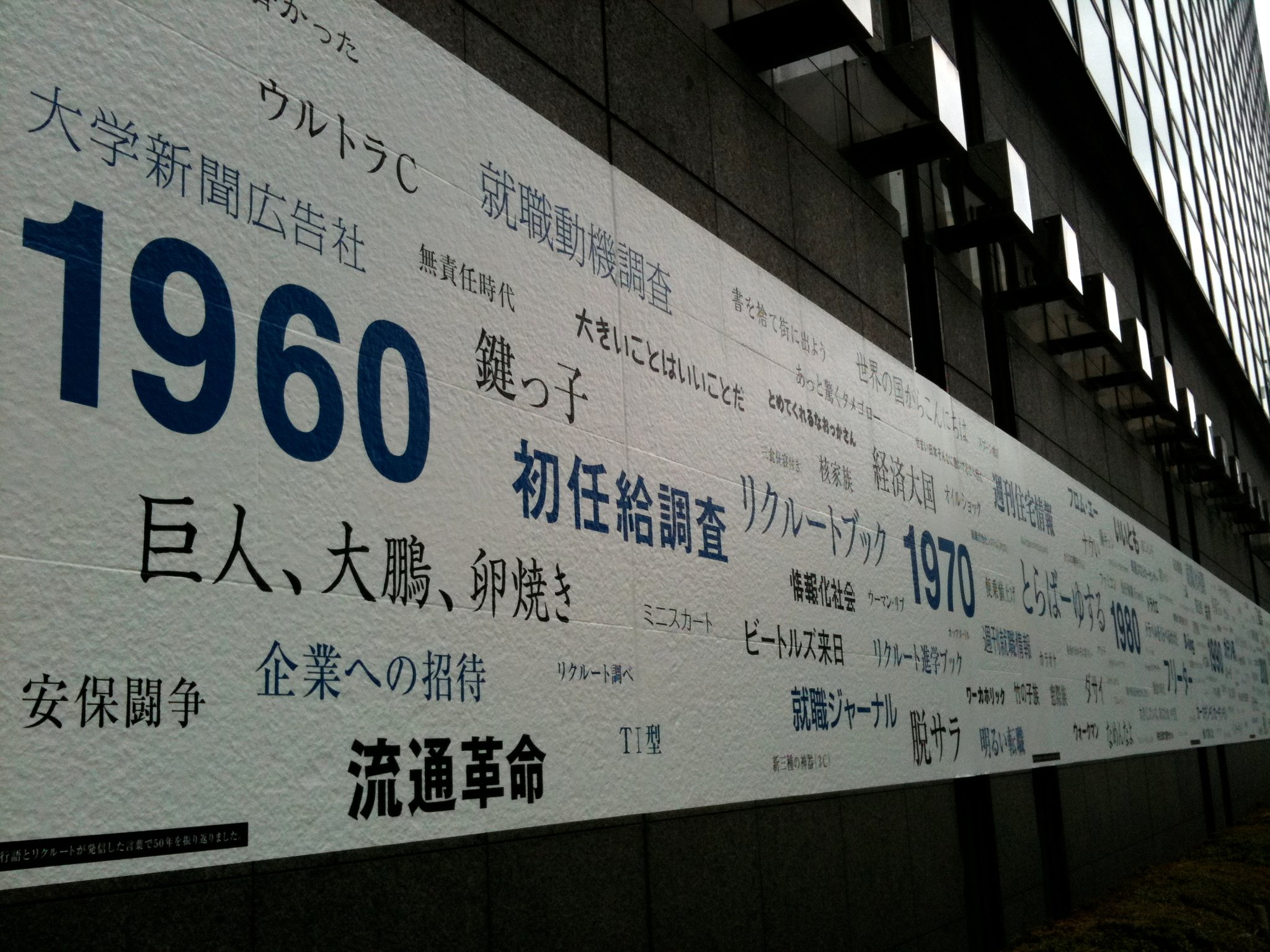
1960年代の流行語の一つとして「巨人、大鵬、卵焼き」を取り上げた広告

巨人・大鵬・卵焼き（きょじん・たいほう・たまごやき）とは、昭和時代（戦後期）の日本の流行語。「子ども（を含めた大衆）に人気のあるもの」の代名詞として、
1. プロ野球の巨人軍（読売ジャイアンツ）
2. 大相撲の横綱・大鵬
3. 料理の卵焼き

を並べたものである。

## 概要
日本の高度経済成長期、元号では昭和40年代（1965年 - 1974年）、西暦では1960年代（昭和35年 - 昭和44年）の雰囲気を表現する場合に使用される。
大鵬の初優勝が1960年（昭和35年）の11月場所で、引退を決意するのが1971年（昭和46年）の5月場所である。プロ野球セントラル・リーグの読売巨人軍は1950年代から常に上位を占める強豪チームであったが、中でも（すでに入団していた）長嶋茂雄・王貞治のON砲に加えて川上哲治が監督に就任し、6年ぶりに日本シリーズを制覇したのが1961年（昭和36年）、日本シリーズ9連覇（V9）を成し遂げるのが1965年（昭和40年）から1973年（昭和48年）にかけてである。『巨人・大鵬・卵焼き』の言葉は昭和元禄の時期の文化を背景にして誕生した流行語である。

## 由来
生みの親は、作家でのちに経済企画庁長官も務めた堺屋太一とされる。堺屋が通商産業省（現在の経済産業省）の官僚だった1961年（昭和36年）度の経済報告の記者会見の席で「子供たちはみんな、巨人、大鵬、卵焼きが好き」と話して、それが広まることになった。もとは若手官僚の間で、強い巨人軍や大鵬、物価の優等生と呼ばれた鶏卵が「時代の象徴」だと冗談で話していたことがきっかけであったという。

## 巨人
巨人は川上哲治監督の徹底した管理野球による手堅い勝利の積み重ねで、空前絶後ともいえる9連覇を実現した。当時の戦術やその特徴についてはV9 (読売ジャイアンツ)を参照。
昭和30年代 - 昭和40年代の巨人と大鵬の手堅さによる安定感からは、同時期の佐藤栄作率いる自由民主党政権と共通した高度経済成長期の様子がうかがえる。

## 大鵬
1940年（昭和15年）生まれの大鵬は、1956年（昭和31年）に才能を見出されて二所ノ関部屋に入門して初土俵を踏んだ。1960年（昭和35年）に初入幕し、その年の11月場所で優勝して大関に昇進。翌1961年（昭和36年）の9月場所に3回目の優勝をして、異例の早さで横綱に昇進した。好敵手の柏戸が同時に横綱に昇進し、以後両者が横綱に在位した期間は「柏鵬時代」と呼ばれる。その後1971年（昭和46年）の引退までに優勝32回という前人未踏の記録を樹立した。大鵬は猛烈な稽古によって打ち立てられた「手堅く負けない相撲」を基本として、度重なる怪我もやはり激しい稽古によって克服した。大鵬は美男子としても評判だった。
大鵬自身は「巨人と一緒にされては困る」と語ったこともある。その理由は、大鵬自身がプロ野球でアンチ巨人（巨人が嫌い）だったことと、団体競技の野球と個人競技の大相撲を同一視されたくない気持ちがあったためであるという。大鵬は相撲を取るための天才と言われたら、自分は天才ではなく努力家であると反論した。「巨人のスーパースターである長嶋茂雄と同列に見られたり引き合いに出されたりしたが、自分はあのような天才でもなければスターでもない、南海の野村克也のような下から苦労した努力型で、ああいう選手に親しみを感じる」「自分くらい努力した人間はいない。稽古も人一倍やった。巨人・大鵬・卵焼きを言われた時は冗談じゃないと思った。いい選手をそろえた巨人と裸一貫稽古稽古で横綱になった自分が何で一緒なのか。天才という響きは生まれつき持って生まれた素質の良さだけで、そんなに努力しなくても勝てるというニュアンスが感じられて余計嫌だった、むしろ柏戸の方が怪我のためにあまり稽古しないのに、あんなに強かった点では『大鵬より柏戸の方が天才』」と大鵬は述べている。
大鵬は自伝に『巨人 大鵬 卵焼き - 私の履歴書』という題名を付けた。その中で「巨人・大鵬・卵焼き」の流行語について、自分の相撲は安心して見られるから素人受けしたのが理由と述べている。
なお、大鵬は前述の通りアンチ巨人であったが、王貞治だけは例外であった。大鵬と王は (1)ともに1940年（昭和15年）5月の生まれ、(2)ともに典型的な努力型の選手、(3)ともに外国人ハーフ、と共通点が多かったためか二人は大変親しく、青年時代の大鵬と王は一緒に酒を飲む仲であった。

## 卵焼き
1960年代には、高度経済成長による所得増加と共に他の諸物価も急上昇したが、鶏卵については1950年代から現代に至るまで価格の変動がほとんどなく、「物価の優等生」と呼ばれている。1950年代までは卵は相対的に高価な食材であったが、1960年代に至って庶民も毎日食べられる食材となった。また、寿司屋が甘い厚焼き卵を提供するようになり、東京の家庭料理において砂糖を用いた甘い卵焼きが主流となったのもこの頃である。こうした背景により、食卓に新しく登場した「甘い卵焼き」は東京の子供たちの好きなものとして特筆されるようになった。

## もじった呼称
大洋・柏戸・水割り
「巨人・大鵬・卵焼き」が「子どもが好きなもの」の代名詞として使われたのに対し、「大人（特に男性）が好きなもの」を指す対語として挙げられた。大洋ホエールズは大鵬の初優勝と同じ1960年（昭和35年）に日本一となっている。また柏戸は大鵬のライバルとして「柏鵬（はくほう）時代」を築き上げた。
阪神・柏戸・目玉焼き
高度成長期に「巨人・大鵬・卵焼き」に対抗して生み出された言葉。中学生時代から阪神ファンである西田敏行はこの言葉を座右の銘に阪神の応援を続けていたという。また「阪神」を「中日」に変えて「中日・柏戸・目玉焼き」としたバージョンも見られる。
江川・ピーマン・北の湖
1970年代後半（昭和50年代前半）に「嫌われるもの」の代名詞として「江川・ピーマン・北の湖」という呼び方が揶揄的になされた。北の湖は大鵬とは逆に強さが仇となり、江川卓は江川事件による巨人への入団経緯への印象からこのように呼ばれた。
おしん・家康・隆の里
1983年（昭和58年）の流行語。この年に放送された連続テレビ小説の主人公・おしん、大河ドラマの主役となった徳川家康（徳川家康 (NHK大河ドラマ) を参照）、糖尿病を患いながら30歳にして横綱へと昇進した隆の里を「辛抱する人の代表」として並び称したものである。
阪神・朝潮・ハンバーグ
1989年（平成元年）頃、「人気はあっても歯応えのないもの」を漫画家のいわみせいじは当時連載中の『まんがスポーツ』（芳文社、現在休刊）で取り上げた。
阪神・はんぺん・稀勢の里
2013年（平成25年）から2015年（平成27年）までの阪神球団、おでんの具材のはんぺん、横綱昇進を逃した稀勢の里（のち横綱昇進）を「惜しいところで、いま一歩、歯応えが足りず、（期待を）裏切っているもの」を作家の嵐山光三郎は北の富士との対談の中でこう例えた。